# 中古伊斯蘭天文學
伊斯兰天文学（阿拉伯天文学）包括伊斯兰世界所做出的天文学成就，特别是在伊斯兰的黄金年代（8世纪-15世纪），这些著作主要用阿拉伯语书写。这些进步主要在中东，中亚，安达卢斯和北非，后来扩展到了远东和印度。这门科学在吸收外来科学和将外来元素转化成伊斯兰特色的科学方面与其他的伊斯兰科学别无二致。他们吸收来自希腊，波斯萨珊王朝和印度的成就最多并将这些作为他们的科学的基础。同时，伊斯兰天文学在后来对印度，拜占庭和欧洲天文学（可从12世纪的拉丁文译本中得出），甚至中国，马里的天文学都影响深远。
很多天空中的恒星，如毕宿五，河鼓二和很多天文学的术语，如照准仪，地平经度和高度方位仪，都来源于他们的阿拉伯名字。尽管一大部分伊斯兰天文学的著作（大概10000份手抄本）都没有被阅读过或编入目录，但我们已经可以根据资料还原一个比较精确的伊斯兰天文学的图景。

## 历史
Ahmad Dallal指出与巴比伦人，希腊人和印度人这些发明了详尽的数学天文学系统的人不同，伊斯兰教创立以前的阿拉伯人完全依靠经验与观察。他们的观察基于特定恒星的升落，这一特定领域的研究被称为anwa。Anwa在阿拉伯人的伊斯兰化之后继续被发展，同时，在他们的研究中也加入了数学方法。根据David King所说，在伊斯兰兴起以后，宗教上对确定朝拜和祈祷次数的重视促进了天文学在几个世纪内有了更多的成就。
Hill在1993年将伊斯兰天文学的历史划分成了下面的四个阶段。

### 700-825
这一阶段主要是吸收和同化早期的希腊，印度和萨珊王朝的天文学。
在这段时间，很多印度和波斯的著作被译为阿拉伯语。其中最有名的是Zij al-Sindhind，這是一部公元8世紀的印度天文著作，由Muhammad ibn Ibrahim al-Fazari和Yaqub ibn Tariq於訪問访问哈里发曼蘇爾的宮廷後在770年翻译而成。另一本著作是Zij al-Shah，是一本记录两个世纪波斯天文的表格。一些残留的碎片表示阿拉伯人已经接受了正弦函数（从印度引入）来代替在希腊三角学中使用的弦和弧。

### 825-1025
这一阶段的天文学做了很多研究，托勒密体系的天文学已被接受，人们根据这一体系又做出了很多贡献。天文学研究由馬蒙大力支持。巴格达和大马士革成为了天文学活动的中心。哈里发不仅在经济方面支持天文学研究，还授予这项工作很高的荣誉。
第一个由穆斯林撰寫的天文學作品是《信德及印度天文表》（阿拉伯語：زيج），由花剌子密在830年完成。这项贡献包括太阳，月亮和当时已知的五大行星的运动图表。这项工作的伟大之处在于它将托勒密体系带入了伊斯兰科学。这也意味着伊斯兰科学的转折点。从那时起，穆斯林天文学家获得了一个基本的研究方法，同时获得了以前的研究成果。花剌子密這部著作標誌着研究和计算方面非傳統方法的开端。
费尔干尼在850年完成了“恒星科学概论”（Kitab fi Jawani）。这本书主要总结了托勒密的宇宙图景。同时，这本书也根据以前阿拉伯天文学家的研究改正了托勒密的一些错误。费尔干尼给出了黄道斜交角的修正值，太阳和月亮远地点的岁差，和地球的周长。这本书在穆斯林世界广泛传播，甚至被译成了拉丁文。

### 1025-1450
这一阶段的伊斯兰天文学发展出了一套独立的天文学体系。穆斯林天文学家们开始质疑托勒密天文学。这些批评还没有涉及到日心说，而且还依据托勒密的天文学研究范例。一个历史学家这样评价这些工作：“这是一场改良运动，目的是以托勒密的理论与原则来弥补托勒密体系。”
在1070年，Abu Ubayd al-Juzjani发表了Tarik al-Aflak。在他的工作中，他指出了托勒密理论中的所谓的“等分点”问题。Al-Juzjani甚至提出了一个解决的方案。在安达卢斯。一部匿名作品al-Istidrak ala Batlamyus（意思是“托勒密思想的重述”），包括了一系列对托勒密天文学的异议。
其他重要的天文學家包括：Mu'ayyad al-Din al-'Urdi（約1266年）、纳西尔丁·图西（1201–1274年）、Qutb al-Din al Shirazi（1311年）、 Sadr al-Sharia al-Bukhari (1347年)，Ibn al-Shatir （約1375年），及Ali al-Qushji（1474年）。

### 1450-1900
这一阶段的伊斯兰天文学发展停滞。旧的天文体系仍然被绝大多数人所拥护，做出重大创新的速度大大减缓。

## 天文台
第一个伊斯兰天文学的系统发现是在馬蒙的支持下完成的。在很多私人进行的研究中，经度被测得，太阳的参数也建立起来，并且还在进行对太阳，月亮和行星的详尽的研究。
在10世纪，布韦希王朝鼓励进行天文学研究，建设了一个大型测量台，据著名天文学家，如Ibn al-Alam的历表所载，于950年在此做出了发现。伟大的天文学家阿尔苏飞，受到王子阿杜德·道萊的赞助，系统的修正了托勒密的星历。Sharaf al-Daula在巴格达也做出了类似的发现。Ibn Yunus和al-Zarqall的文献证明了那时就已使用复杂的工具。
Malik Shah I是建造第一个大天文台的人，地点可能在伊斯法罕。这就是歐瑪爾·海亞姆和其他很多合作者建造了一个星历并且推算了波斯太阳历（jalali历）的地方。这种历法的一个现代版本至今仍在伊朗被官方使用。
最具影响力的天象台是由旭烈兀于13世纪所興建。纳西尔丁·图西亲自监督工程的技术部分。天文台中包括了给旭烈兀的休息角，也用作图书馆和清真寺。一些那时的顶尖天文学家齐聚于此，他们合作50年对托勒密体系作出了重要的修正。
在1420年，本身是天文学家和数学家的烏魯伯格王子在撒马尔罕建造了另一个大的观测点。它的遗迹于1908年被俄罗斯考察队发现。
在最后，Taqi al-Din Muhammad ibn Ma'ruf在伊斯坦布尔修建了一个大观测台。其规模与马拉加与撒马尔罕的观测站规模相仿。但这个观测站于1580年就被反对者毁坏。人们认为这个天文台是“宗教派别的兴起”，至少与科学不同，被称作是对土耳其人的“对穆夫提的介绍”，作为对观测站毁坏的解释。

## 观测仪器
我们对穆斯林天文学家所用观测仪器的了解主要来自两个方面。第一是现存私有和博物馆收藏的仪器，第二是中世纪的各种文献。
穆斯林对以前的观测仪器做了很多改造，比如说加上新标度或是细节。他们对天文学仪器做出了大量的贡献。

### 地球仪与浑天仪
世界现存的126个这样地球仪中，最早的造于11世纪。太阳的高度，恒星的赤经和赤纬在将其放入子午环后都能计算出来。
浑天仪构造类似。早期伊斯兰浑天仪没有留存，但是几处文献中都提到了“带环的观测仪器”。有一个伊斯兰对这个仪器的改进，叫球状星盘，于今只有一个造于14世纪的完整留存。

### 星盘
黄铜星盘在伊斯兰世界中得到了充分的发展.已知最早的星盘制作于伊斯兰教历315年（公元927-928年）。伊斯兰世界中第一个制作星盘的人是Fazari（Richard Nelson Frye在《波斯的黃金時期》（Golden Age of Persia），163页））。但他只是对星盘做了一些改进，希腊人早已发明星盘来用图表记录恒星。阿拉伯人在阿拔斯王朝时引进了它，并改进它用来确定斋月，祈祷的时间和麦加的方向。
这个观测仪器用于观测太阳及其他恒星升起的时间。安达卢西亚的al-Zarqall制作了一个仪器，可以在任何地方使用，不再受纬度的影响。这个仪器在欧洲被称作Saphea。

### 日晷
穆斯林从印度和希腊引入日晷后，在日晷的理论基础和实际制作上都有建树。花剌子密制作了图表来大大减少计算的时间。
日晷有时用于清真寺来确定祈祷的时间。一个最显著的例子就是打更人在大马士革Umayyid清真寺建造的日晷。

### 象限仪
穆斯林发明了几种象限仪。其中有为天文计算而制作的正弦象限仪，还有用观测太阳或其他恒星运动来确定时间（尤其是祈祷时间）的时间象限仪。这些发明主要在九世纪的巴格达作出。

### 行星定位仪
行星定位仪是在安達魯斯发明的，最早可能追溯到1015年左右。这是一个定位月球，太阳和行星的机械装置。不需计算，只用一个几何模型即可得出天体的平均位置和近地点。

## 标注与参考资料
标注
引用
参考文献
- Adnan, Abdulhak, , Paris, 1939
- Ajram, K., , , Knowledge House Publishers, 1992, ISBN 0911119434
- Baker, A.; Chapter, L., , , 2002, in Sharif, M. M., ,
- Dallal, Ahmad, , Esposito, John  (编), , Oxford University Press, New York, 1999
- Duhem, Pierre, , University of Chicago Press, Chicago, 1908, 1969, ISBN 0226169219
- Gautier, Antoine, ,  119, December 2005
- Gill, M., , 2005  [2008-01-22], （原始内容存档于2008-01-02）
- Gingerich, Owen, , Scientific American, April 1986, 254 (10): 74  [2008-05-18], Bibcode:1986SciAm.254...74G, （原始内容存档于2011-01-01）
- Glick, Thomas F.; Livesey, Steven John; Wallis, Faith, , Routledge, 2005, ISBN 0415969301
- Hassan, Ahmad Y., ,   [2008-01-22], （原始内容存档于2008-02-18）
- Hill, Donald R., , Annals of Science, 1985, 42 (2): 139–163, doi:10.1080/00033798500200141
- Hill, Donald R., , Scientific American, May 1991: 64–69 (cf. Hill, Donald R., ,   [2008-01-22], ISBN 0070378630, （原始内容存档于2007-12-25）)
- Hill, Donald R., , Edinburgh University Press, 1993, ISBN 0-7486-0455-3
- Huff, Toby, , Cambridge University Press, 2003, ISBN 0521529948
- Ilyas, Mohammad, , Pelanduk Publications, 1997, ISBN 9679785491
- Iqbal, Muzaffar, , Islam & Science, 2003, June 2003
- Iqbal, Muzaffar; Berjak, Rafik, , Islam & Science, 2003, June 2003
- Kennedy, Edward S., , Isis, 1947, 38 (1–2): 56–59, doi:10.1086/348036
- Kennedy, Edward S., , Isis, 1950, 41 (2): 180–183, doi:10.1086/349146
- Kennedy, Edward S., , Journal of the American Oriental Society (Journal of the American Oriental Society, Vol. 71, No. 1), 1951, 71 (1): 13–21, JSTOR 595221, doi:10.2307/595221
- Kennedy, Edward S., , Isis, 1952, 43 (1): 42–50, doi:10.1086/349363
- Kennedy, Edward S., , Transactions of the American Philosophical Society (Transactions of the American Philosophical Society, Vol. 46, No. 2), 1956, 46 (2): 123, JSTOR 1005726, doi:10.2307/1005726
- Kennedy, Edward S., , Journal of Near Eastern Studies, 1961, 20 (2): 98–108, doi:10.1086/371617
- Kennedy, Edward S., , Isis, 1962, 53 (2): 237–239, doi:10.1086/349558
- Kennedy, Edward S., , Brookfield, VT: Ashgate, 1998, ISBN 086078682X
- King, David A., , Isis, 1983, 74 (4): 531–555, doi:10.1086/353360
- King, David A., , London, 1986, ISBN 086078407X
- King, David A., , Imago Mundi, 1997, 49 (1): 62–82, doi:10.1080/03085699708592859
- King, David A., , Walker, Christopher  (编), , British Museum Press: 143–174, 1999a, ISBN 0-7141-2733-7
- King, David A., , Brill Publishers, 1999b, ISBN 9004113673
- King, David A., , Journal for the History of Astronomy, 2002, 33: 237–255, Bibcode:2002JHA....33..237K
- King, David A., , Centaurus, December 2003, 45 (1–4): 204–226, doi:10.1111/j.1600-0498.2003.450117.x
- King, David A., , Islam & Science, 2004, June 2004
- King, David A., , Brill Publishers, 2005, ISBN 900414188X
- King, David A.; Cleempoel, Koenraad Van; Moreno, Roberto, , Annals of Science, 2002, 59 (4): 331–362, doi:10.1080/00033790110095813
- Langermann, Y. Tzvi, ed. and trans., , Harvard Dissertations in the History of Science, New York: Garland, 1990, ISBN 0824000412
- Marmura, Michael E.; Nasr, Seyyed Hossein, , Speculum (Speculum, Vol. 40, No. 4), 1965, 40 (4): 744–746, JSTOR 2851429, doi:10.2307/2851429
- Marshall, O. S., , Astronomical Society of the Pacific Leaflets, 1950, 6: 4
- Nasr, Seyyed H.,  2nd, 1st edition by Harvard University Press, 2nd edition by State University of New York Press, 1st edition in 1964, 2nd edition in 1993, ISBN 0791415155
- Ragep, F. Jamil, , Science in Context (Cambridge University Press), 2001a, 14 (1–2): 145–163
- Ragep, F. Jamil, , Osiris, 2nd Series, 2001b, 16 (Science in Theistic Contexts: Cognitive Dimensions): 49–64 & 66–71, Bibcode:2001Osir...16...49R, doi:10.1086/649338
- Ragep, F. Jamil; Teresi, Dick; Hart, Roger, , Talk of the Nation (National Public Radio discussion; astronomy is discussed in the first fifteen-minute segment), 2002  [2008-01-22], （原始内容存档于2008-01-01）
- Rashed, Roshdi; Morelon, Régis, , 1 & 3, Routledge, 1996, ISBN 0415124107
- Rashed, Roshdi, , Arabic Sciences and Philosophy (Cambridge University Press), 2007, 17 (01): 7–55, doi:10.1017/S0957423907000355
- Rosen, Edward, , Journal of the History of Ideas (Journal of the History of Ideas, Vol. 46, No. 1), 1985, 46 (1): 13–31, JSTOR 2709773, doi:10.2307/2709773
- Sabra, A. I., , Perspectives on Science, 1998, 6: 288–330
- Saliba, George, , Isis, 1979, 70 (4): 571–576, doi:10.1086/352344
- Saliba, George, , Strayer, Joseph  (编),  2, Charles Scribner's Sons, New York, 1980
- Saliba, George; Sezgin, F., , Journal of the American Oriental Society (Journal of the American Oriental Society, Vol. 101, No. 2), 1981, 101 (2): 219–221, JSTOR 601763, doi:10.2307/601763
- Saliba, George, , Journal for the History of Astronomy, 1994a, 25: 115–141, Bibcode:1994JHA....25..115S
- Saliba, George, , New York University Press, 1994b, ISBN 0814780237
- Saliba, George, , Columbia University, 1999  [2008-01-22], （原始内容存档于2008-01-15）
- Saliba, George, , Perspectives on Science, 2000, 8 (4): 328–341, doi:10.1162/106361400753373713
- Saliba, George, , Muslim Heritage & YouTube, 2007  [2008-01-22], （原始内容存档于2017-07-31）
- Singer, C., , Oxford University Press, 1959, ISBN 0198810490
- Suter, H., , 1902
- Tabatabaei, Seyyed Muhammad Husayn,
- Wickens, G. M., , Savory, Roger M.  (编), , Cambridge University Press: 111–118, 1976, ISBN 052109948X